# 3875 Staehle
3875 Staehle је астероид главног астероидног појаса чија средња удаљеност од Сунца износи 2,224 астрономских јединица (АЈ).
Апсолутна магнитуда астероида је 12,8.